# Pombal (đô thị)
Pombal là một huyện thuộc tỉnh Leiria, Bồ Đào Nha. Huyện này có diện tích 626 km², dân số thời điểm năm 2001 là 56299 người.